# Gambusia bucheri
Gambusia bucheri es un pez de la familia de los pecílidos en el orden de los ciprinodontiformes.

## Distribución geográfica
Se encuentran en Cuba.